# 가토 류지
가토 류지(일본어: 加藤 竜二, 1969년 12월 24일 ~ )는 일본의 전 축구 선수이다.

## 구단 경력
과거 도쿄 가스, PJM 퓨처스, 가시와 레이솔, 콘사돌레 삿포로, 산프레체 히로시마, 로아소 구마모토에서 활동하였다.